# Poós Zoltán
Poós Zoltán (Battonya, 1970. április 8. –) József Attila-díjas magyar író, költő. 

## Élete és munkássága
1992 óta Budapesten él. Első kötete 1992-ben jelent meg a Cserépfalvi gondozásában. Összesen hét verseskötete, négy regénye, öt esszékötete és egy interjúkötete jelent meg. Inzultusok című drámája a Dramaturgok Céhe antológiájában jelent meg, 2010-ben. Házas, felesége Szellő Margit, két gyermekük van, Poós Margit Anna (2014) és Poós Luca Veronika (2018).  

## Művei
- 1992  – A dolgozat (versek) Cserépfalvi (Poetika)
- 1995 – Idomított terület (versek) Széphalom
- 1997  – Barokk fizika. Versek; Seneca (Thesaurus)
- 1999 – Króm (versek) Fílum
- 2000 – Felkészülés kedvenc mondatomra (regény) Balassi
- 2001  – Szivárvány Áuház. Egy letűnt kor kultikus tárgyai (esszék) Papirus Book ISBN 9639263060[1]
- 2002 – Milyen mezben, milyen mezőn (versek) Palatinus
- 2003 – Szivárvány Nagyáruház (esszék) (Stardust)
- 2006 – Az alkony fokozatai (regény) Kalligram
- 2009 – A szív határai (regény). Budapest, Kalligram. ISBN 9788081012310
- 2010 – Táskarádió – 50 év, ötven sláger. Budapest, Rózsavölgyi és Társa. ISBN 9789638831705
- 2011 – Képzeld magad az én helyembe – válogatott versek, Kalligram. ISBN 978-80-8101-485-7
- 2012 – Állami Áruház – Rögtönzések, bagatellek. Egy letűnt kor kultikus tárgyai; 5. átdolg., kibőv. kiad.; Collective Art
- 2012 – Az alkony fokozatai (regény) Pesti Kalligram, Bp., 2012 (második kiadás)
- 2016 – Azok a régi csibészek – Párbeszéd a rock and rollról; Csatári Bencével közösen (interjúk) Jaffa
- 2017 – Étvágy az imákra  (regény) – Kalligram
- 2018 – Rock & Roll Áruház – Ez a divat 1957-2000, (esszék) Corvina
- 2019 – Tekerj! – A szabadság könnyű mámora (esszé) Fortepan
- 2019 – Csemege ajándékkosár – Fogyasztás és zene a Kádár-korszakban; Tóth Eszter Zsófiával közösen, Scolar
- 2020 - A felhő, amelyről nem tudott az ég (versek) Kalligram

### Tankönyvek
- Út a középiskolába – Felvételi feladatsorok 8. osztályosok számára A híd című vers (Klett, 2019)
- Olvasmányok 7-8. osztályosoknak A szerelem első tíz másodperce című vers (Oktatási Hivatal, 2020)

## Díjak, elismerések
- 2002 Móricz Zsigmond-ösztöndíj
- 2002 Zelk Zoltán-díj
- 2007 NKA-ösztöndíj
- 2009 Örkény István drámaírói ösztöndíj
- 2012 Füst Milán-díj
- 2013 NKA-ösztöndíj
- 2021 NKA-ösztöndíj
- 2022 József Attila-díj[2]